# استیون یونیورس: فیلم
استیون یونیورس: فیلم (به انگلیسی: Steven Universe: The Movie) فیلم پویانمایی موزیکال خیال‌پردازی علمی محصول سال ۲۰۱۹ می‌باشد که بر پایهٔ استیون یونیورس اثر ربکا شوگر ساخته شده‌است. داستان استیون یونیورس: فیلم دو سال پس از رویدادهای آخرین قسمت سریال «Change Your Mind» صورت می‌گیرد و روایت‌گر دو سنگ کریستالی می‌باشد که قصد دارند تمام موجودات زندهٔ روی زمین را از یک سنگ مغشوش که با مادر استیون پینک دایمند/رز کوارتز سابقه‌ای دارد، نجات دهند.